# Random Lake, Wisconsin
Random Lake là một làng thuộc quận Sheboygan, tiểu bang Wisconsin, Hoa Kỳ. Năm 2006, dân số của làng này là 1551 người.